# Georg Maria Stenz

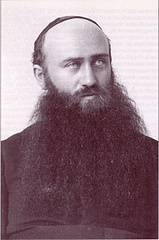

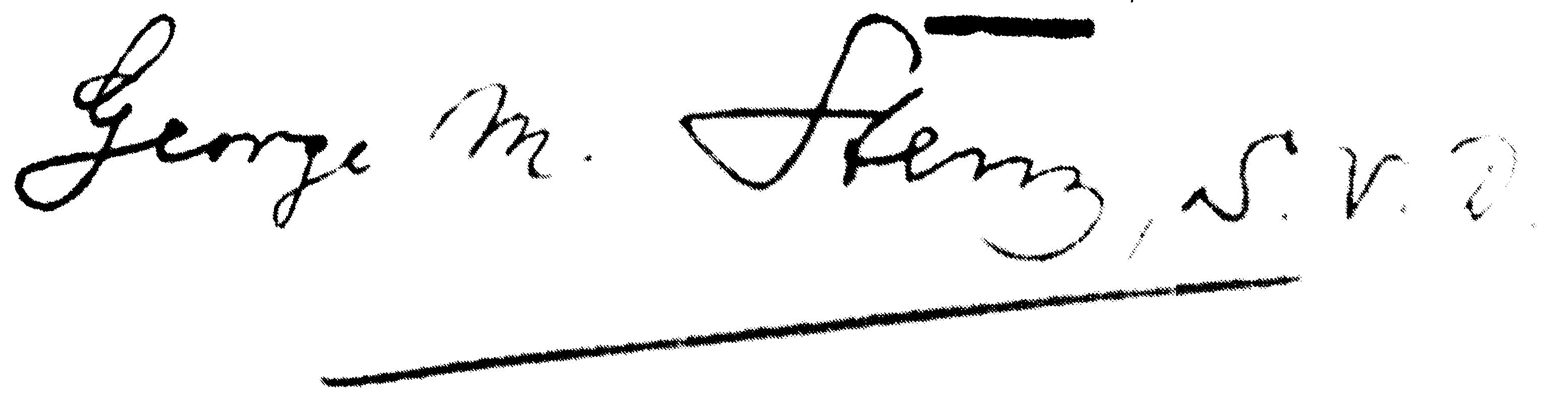
Unterschrift

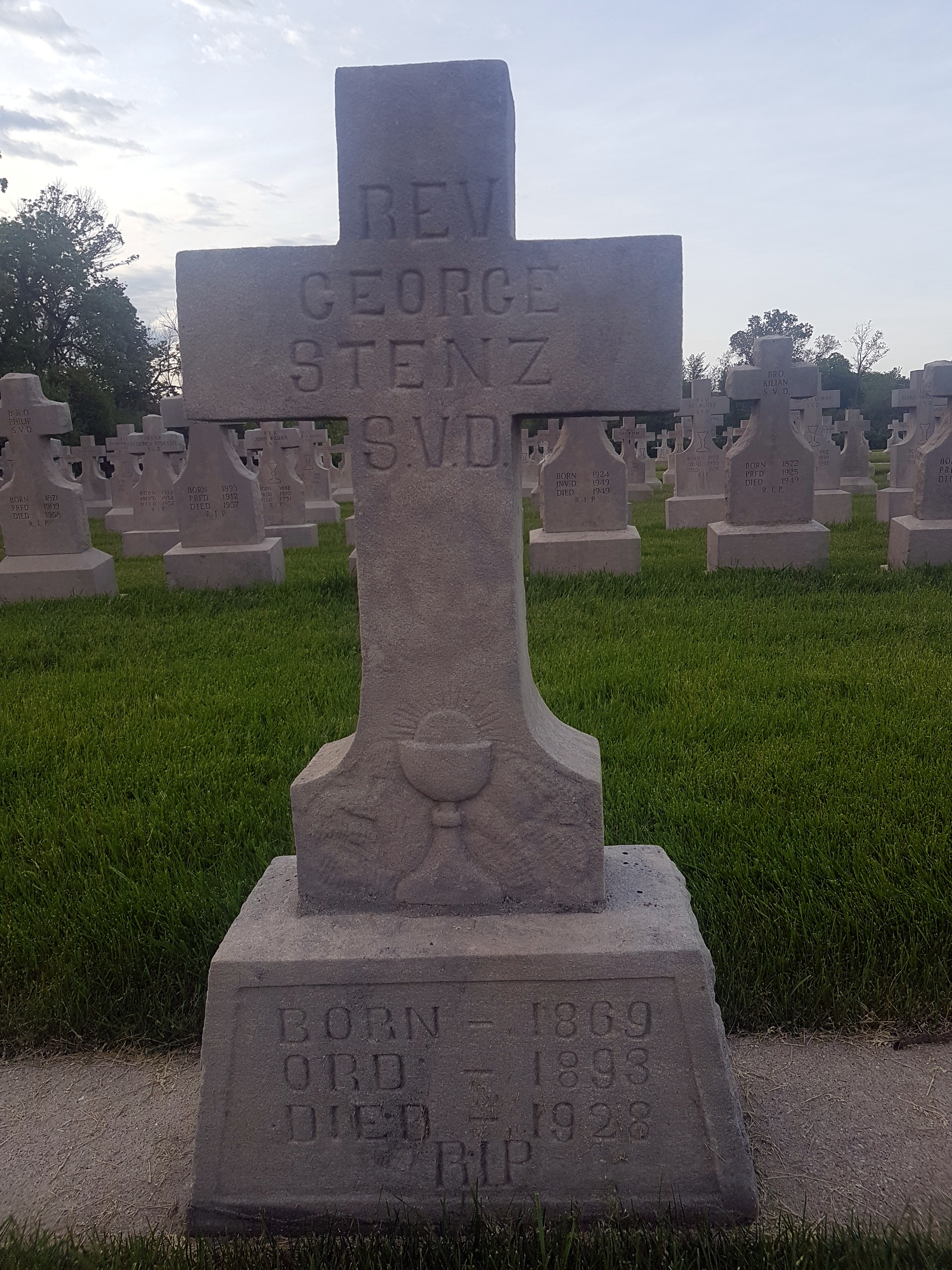
Grab in Techny

Georg Maria Stenz SVD (chinesisch 薛田资, Pinyin Xuē Tiánzī, * 22. November 1869 in Horhausen (Westerwald); † 23. April 1928 in Techny) war in der Zeit von 1893 bis 1927 katholischer Missionar in Shandong. Er war an zwei großen Vorfällen beteiligt, bei denen Gewalt gegen katholische Missionare in Shandong angewendet wurde, dem Juye-Vorfall und dem Jietou-Vorfall. Der Juye-Vorfall (1897) war ein Angriff auf Stenz’ Missionsstation im Dorf Zhang Jia, bei dem zwei deutsche Missionare getötet wurden. Stenz, der wahrscheinlich das Ziel des Angriffs war, konnte sich verstecken und entkam unversehrt. Der Vorfall wurde vom Deutschen Reich genutzt, um die Besetzung von Qingdao zu rechtfertigen. Bei dem Vorfall in Jietou wurden Stenz und eine Gruppe chinesischer Christen misshandelt und drei Tage lang (8. bis 11. November 1898) im Dorf Jietou (chinesisch 街头镇, Pinyin Jiētóu zhèn) gefangen gehalten, was zu einer deutschen militärischen Intervention und Schadensersatzansprüchen führte.

## Leben

### Ausbildung
Der Sohn des Grundschullehrers Jacob Stenz und seiner Frau Maria (geb. Dasbach) war das älteste von 4 Kindern, von denen nur er und seine Schwester Maria (* 1878) bis ins Erwachsenenalter lebten. Er besuchte die Grundschule in Horhausen, wo sein Vater von 1875 bis 1880 Lehrer war. Von 1880 bis Herbst 1881 erhielt er Privatunterricht von einem Kaplan in Horhausen, möglicherweise aus gesundheitlichen Gründen. Im Herbst 1881 trat er in das zweite Jahr (Quinta) einer weiterführenden Schule (Gymnasium) in Montabaur ein, wo er in einer Residenz (Konvikt) der Diözese Limburg lebte. Im Februar 1887 beantragte er die Zulassung zur Steyler Missionare, wo er seine Ausbildung ab dem 25. April 1887 in der Sekundarschule der Missionare (Styler Lyzeum) fortsetzte. Nach zwei Jahren absolvierte er das Styler Lyzeum (Abitur). Da der Abschluss des Styler Lyzeum vom deutschen Staat nicht anerkannt wurde, erhielt er 1889 als externer Schüler das Abitur an der Montabaurer Sekundarschule. Er wurde Novize und studierte Theologie im Missionshaus St. Gabriel der Missionare des Göttlichen Wortes in Maria Enzersdorf. Er legte am 21. November 1891 in St. Gabriel sein zeitliches Gelübde ab und wurde am 25. Juni 1893 an derselben Stelle zum Priester geweiht. Er wurde am 17. September 1893 zusammen mit Joseph Hesser (1867–1920) und Josef Schneider (1867–1896), die mit ihm zum Priester geweiht worden waren, auf Mission nach China geschickt. Die drei reisten über Köln, Basel, Luzern und Mailand nach Genua. Am 25. September 1893 bestiegen die drei Missionare das Dampfschiff Bayern der Reederei Norddeutscher Lloyd in Genua. Nach einer Reise über Neapel, Port Said, Suez, Aden und Colombo kamen sie am 25. Oktober in Hongkong an. Nach einigen Tagen Aufenthalt in Hongkong reiste Stenz mit der Bayern nach Shanghai, wo er am 29. Oktober 1893 ankam.

### Missionar
Nach seiner Ankunft in Shandong blieb Georg Stenz im Hauptquartier der Steyler Missionare in Shandong, um Chinesisch zu lernen. Zu dieser Zeit befand sich der Hauptsitz in der Stadt Puoli (郭 里镇), etwa 30 km südöstlich der Stadt Jining. Er blieb dort bis Anfang 1895, als er als Assistent von Franz-Xavier Nies in die Missionsstation in Jiaxiang (嘉祥 镇) geschickt wurde, einer Stadt etwa 25 km westlich von Jining. Im Herbst 1896 wurde Stenz zum Rektor befördert und nahm seinen Wohnsitz im Dorf Zhang Jia (张家庄). Sein direkter Vorgesetzter war Richard Henle. Ungefähr ein Jahr nach der Ankunft von Stenz im Dorf Zhang Jia am 1. November 1897 wurde er zum Ziel eines Angriffs, des Juye-Vorfalls, bei dem Nies und Henle getötet wurden, die zu dieser Zeit Stenz im Dorf Zhang Jia besuchten. Im Herbst 1898 wurde Stenz umgesiedelt und erhielt die Verantwortung für die Mission in den Gebieten Rizhao und Zhucheng. Stenz reiste am 1. November 1898 auf dem Seeweg von Qingdao nach Rizhao und machte eine Tour durch die Gegend. Sieben Tage später, am 8. November, kam er in Jiechuang in der Nähe des Dorfes Jietou an, etwa 35 km nordwestlich von Rizhao. Dort wurde er im Jietou-Vorfall gefangen gehalten und misshandelt, bis der Richter von Rhizhao intervenierte und ihn am 11. November gegen Mittag freigelassen hatte. Nach dem Vorfall wurde Stenz in einem Krankenhaus in Qingdao behandelt. Im Frühjahr 1899 nahm Stenz an einer deutschen Strafexpedition teil, die von Qingdao nach Rizhao entsandt wurde, um einen Angriff auf drei Deutsche (einen Leutnant, einen Bergbauingenieur und einen Dolmetscher) zu rächen. Am 16. Juni 1899 veröffentlichte eine deutsche Zeitung (Kölnische Volkszeitung) eine Geschichte, die das Leben in der deutschen Kolonie Qingdao in einem negativen Licht darstellte und z. B. deutsche Soldaten für mangelnde Disziplin, Trunkenheit, mögliche Belästigung chinesischer Mädchen und gewaltsamen Missbrauch der lokalen chinesischen Bevölkerung verantwortlich machte. Obwohl der Artikel anonym veröffentlicht wurde, wurde Stenz als Autor verdächtigt und in der Folge Anfang 1900 von Qingdao nach Jining verlegt und von Bischof Johann Baptist von Anzer mit einem Schreibverbot belegt. Am 25. April 1900 verließ Stenz Jining, um zur medizinischen Behandlung und Erholung nach Europa zu reisen. Möglicherweise wurde er jedoch weggeschickt, weil er die Beziehung zwischen der Mission und den deutschen Behörden in Qingdao belastete. Während seines Aufenthalts in Europa beteiligte sich Stenz an einem Vorstoß, den Apostolischen Vikar von Süd-Shandong, Johann Baptist von Anzer, aus dem Amt zu entfernen. Anzer kam nach Rom, um sich zu verteidigen, starb jedoch am 24. November 1903, bevor sein Fall geklärt werden konnte. Stenz kehrte am 20. Mai 1904 nach Shandong zurück. Nach seiner Rückkehr nahm er mehr als 20 Jahre lang an mehreren Missionsausbildungsaktivitäten teil.

### Tod
Er erlitt am 17. März 1927 einen Schlaganfall, der ihn der Sprechfähigkeit beraubte. Am 3. Mai desselben Jahres reiste er über Shanghai in die USA, um sich zu erholen. In Techny erlitt er am 21. April 1928 einen zweiten Schlaganfall, der ihn bewusstlos machte. Er starb am 23. April, ohne sein Bewusstsein wiedererlangt zu haben. Er ist auf dem Friedhof des Geländes der Steyler Missionare in Techny begraben.

## Einstellung zu Chinesen
In seinen Schriften bezeichnet er die Chinesen als gelber Zopfmann und behauptet, dass die Chinesen im Allgemeinen zeigen, was er als dem Europäer gegenüber sehr unsympathische Charaktereigenschaften ansieht. Insbesondere beschreibt er sie als verschmitzt und mit wenigen Ausnahmen unfähig zu wahren Freundschaften (gediegene Freundschaften) sowie als mit Zorn, Grausamkeit, Feigheit, Stolz, Undankbarkeit und abergläubisch. Er beschreibt die Chinesen auch mit Schmutzigkeit, entschuldigt dies aber als Folge der Armut.

## Meinungen zu Georg Maria Stenz
Joseph Esherick charakterisiert Stenz als besonders widerwärtigen Missionar mit einem auffallend unattraktiven Charakter, der die Militanz der SVD-Mission gründlich typisierte.

## Schriften (Auswahl)
- Erlebnisse eines Missionars in China. Mit einigen Illustrationen. Geschildert in Tagebuchblättern. Trier 1899.
- In der Heimat des Konfuzius. Skizzen, Bilder und Erlebnisse aus Schantung. Steyl 1902.
- Aus weiter Ferne: In Deutsch-China und Süd-Schantung. Kleine Erzählungen aus dem Leben der Missionare und Christen. Reutlingen 1903, OCLC 162280843.
- P. Richard Henle aus der Gesellschaft des Göttlichen Wortes. Missionar in China. ermordet am 1. November 1897. Ein Lebensbild. Steyl 1904, OCLC 1100288434.
  - englische Übersetzung
- In Korea, dem Lande der „Morgenstille“. Reutlingen 1904, OCLC 162280852.
- Ins Reich des Drachen unter dem Banner des Kreuzes. Ravensburg, 1906, OCLC 610916247.
- Beiträge zur Volkskunde Süd-Schantungs. Leipzig 1907.
- Chinesisch-deutsches Wörterbuch. Yenchowfu 1928, OCLC 643650617.